# Łukasziwka (rejon humański)
Łukasziwka (ukr. Лукашівка, hist. pol. Łukaszowa, Łukaszówka) – wieś na Ukrainie, w obwodzie czerkaskim, w rejonie humańskim, w hromadzie Monastyryszcze. W 2001 liczyła 672 mieszkańców.